# We Are All on Drugs
We Are All on Drugs è il secondo singolo estratto dal quinto album dei Weezer, Make Believe. Contrariamente a quanto possa sembrare, il titolo non si riferisce specificatamente alla droga, ma più che altro sulla società di oggi, in cui vi sono dipendenti da Internet, giocatori d'azzardo, gente in cerca di relazioni ed esperienze festaiole. Scritta da Rivers Cuomo, il testo della canzone fu ispirato da una sera in cui lo stesso Rivers, frastornato dai rumori assordanti di alcuni ragazzi reduci da una festa, finì per avere un sogno in cui risuonava ripetutamente la frase "We Are All Drugs" (Siamo tutti materia di droga).

## Censura
Per via del titolo che si riferiva alla droga, MTV cambiò il titolo della canzone in We Are All in Love. La cosa ha fatto infuriare non poco i fan della band.

## Video
Il video, diretto da Justin Francis, è uno dei pochi della band che vede protagonista un solo membro del gruppo, in questo caso il leader Rivers Cuomo. Quest'ultimo vaga per la città a bordo della sua auto quando improvvisamente viene tamponato da un'auto condotta da un'anziana signora. Successivamente va dal barbiere ma ne esce subito e si ritrova per strada. Qui viene colpito da un'asse trasportata per uno dei lavori in corso e, svenuto, si risveglia a bordo di un'ambulanza. Le sue condizioni deconcentrano l'autista tanto da far sbandare l'ambulanza proprio vicino alla casa di Rivers, che sta prendendo fuoco. La scena si sposta poi dopo all'interno della casa con gli Weezer che suonano la canzone. Per tutta la durata del video i vari personaggi da Rivers pronunciano la parola "On Drugs".
È stato il video più complesso dei Weezer. Ha impiegato due giorni di lavorazione tra attori ed effetti speciali.
Nonostante i crediti della canzone siano tutti riferiti a Rivers Cuomo, il chitarrista Brian Bell ne ha scritto l'introduzione.

## Formazione
- Rivers Cuomo - voce e chitarra
- Brian Bell - chitarra
- Scott Shriner - basso
- Patrick Wilson - batteria